# Herb Sanoka
Herb Sanoka – jeden z symboli miasta Sanok w postaci herbu. 

## Wygląd i symbolika
Herb przedstawia na trójpolowej tarczy typu francuskiego w polu górnym białego orła w koronie na czerwonym tle, w prawym (heraldycznie) dolnym polu świętego Michała Archanioła zabijającego szatana (święty stoi na leżącym, czarnym szatanie, ubrany w białe szaty, ze złotym nimbem, w uniesionej prawej ręce trzyma ognisty złoty miecz, w uniesionej lewej - czarny łańcuch owinięty wokół szyi diabła) na niebieskim tle, w lewym dolnym polu wijącego się węża w złotej koronie na głowie, połykającego dziecko, na białym tle. Pola stanowią dwa słupy pionowe z dodanym trzecim polem na górze, sięgającym połowy herbu. Tarcza zwieńczona koroną złotą otwartą trójpałkową. 
Zielony wąż w koronie połykający dziecko nawiązuje do herbu Sforzów. Biały orzeł w koronie na czerwonym tle nawiązuje do polskości miasta.

## Historia
Najstarsza część herbu, pochodząca z przełomu XIV/XV wieku, to pole lewe dolne, na którym ukazano Michała Archanioła jako zwycięskiego pogromcę demona, który depcze leżącego pod jego stopami upadłego anioła. Michał Archanioł widniał zawsze ze skrzydłami i kolistym nimbem wokół głowy, w długich szatach ewentualnie w krótkiej rycerskiej tunice lub zbroi. W prawej ręce trzymał miecz czy włócznię, w lewej łańcuch. Na ogół św. Michał przebijał paszczę demona włócznią bądź kierował w jego stronę uniesione ostrze gorejącego miecza. Na sanockiej tarczy herbowej anielski wojownik trzyma w lewej dłoni koniec łańcucha uwiązanego wokół szyi i krępującego zwyciężonego szatana zgodnie z objawieniem doznanym przez św. Jana (Ap 20.2).  Motywy łańcucha spotykane są również w sztuce śląskiej, oraz ikonografii niemieckiej oraz południowofrancuskiej. Ten widok stanowił herb miasta na przełomie XIV i XV wieku. W późniejszych czasach dodano kolejne pola. Pole przedstawiające zielonego węża w koronie połykającego dziecko na białym tle. Zostało dodane do herbu miasta w XVI wieku. Jest to herb Sforzów, z którego pochodziła Bona Sforza d’Aragona – w XVI wieku żona Zygmunta Starego, władcy Polski i Litwy, władczyni Zamku Królewskiego w Sanoku. Przyjmuje się, iż powodem dodania tego pola do herbu było okazanie wdzięczności wobec Bony za troskę nad miastem. Nie ustalono, kiedy trzecie pole zostało umieszczone w herbie Sanoka.
Herb został zwieńczony koroną, jako że do 1772 roku (I rozbiór Polski) Sanok był królewskim wolnym miastem.

## Odniesienia
W 1976 Roman Tarkowski zaprojektował medal-plakietę na obchody 500. rocznicy śmierci Grzegorza z Sanoka, na którego rewersie widnieje herb Sanoka.
W latach 1991–1999 herb miasta stanowił główny element loga klubu hokejowego Sanockie Towarzystwo Sportowe (STS) Sanok. W herbie były wpasowane dwa kije hokejowe i krążek, zaś główne kolory, czerwony, biały i niebieski, przyjęto jako barwy klubu.